# Erich Huber (Künstler)
Erich Huber (* 9. November 1916 in Wien; † 14. Januar 1996 ebenda) war ein österreichischer Künstler und Pädagoge.

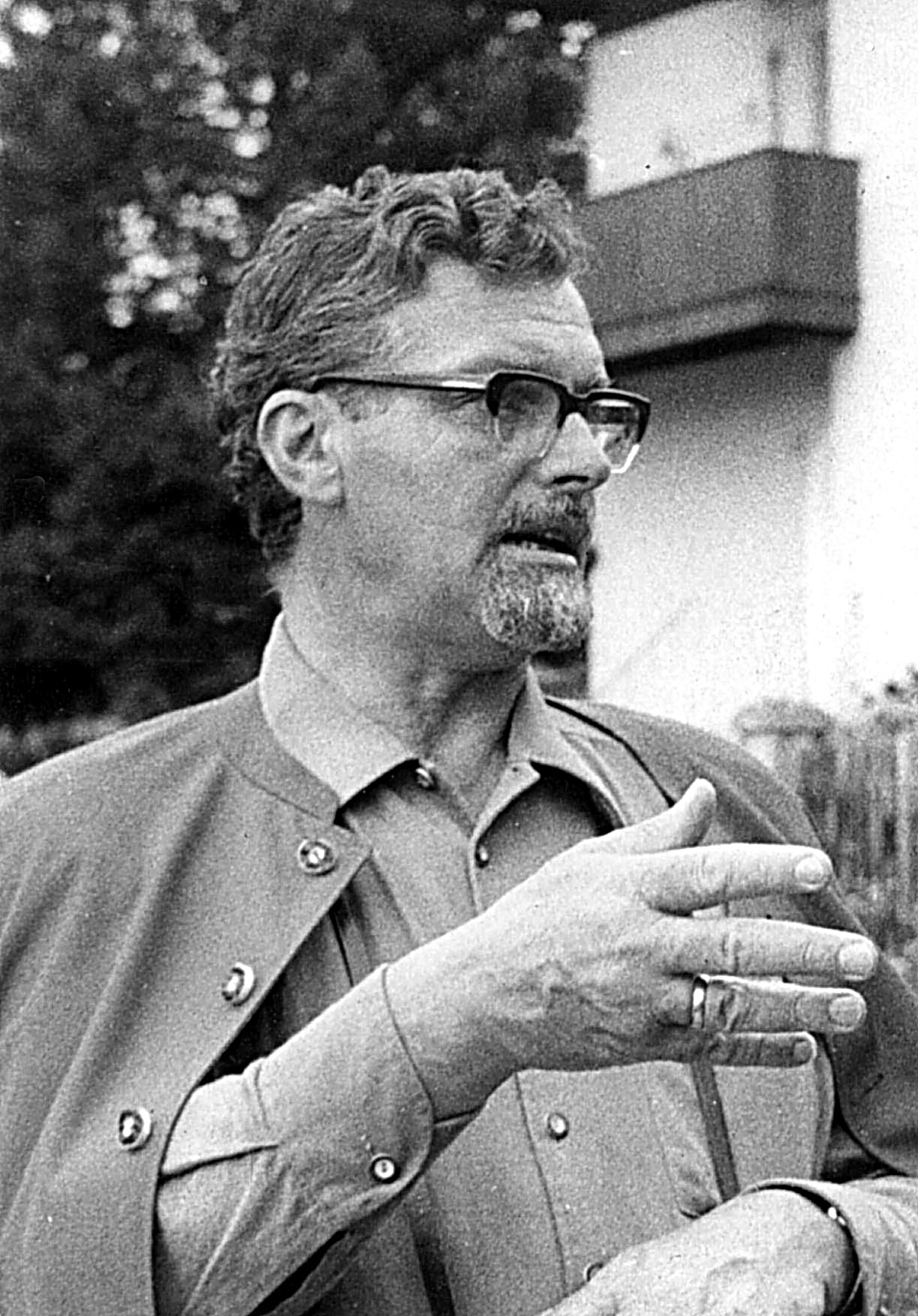
Erich Huber, 1983 auf dem Forum Alpbach

## Leben
Erich Huber wurde 1916 als zweiter Sohn des Psychiaters Alfons Huber und Huberta, geb. Röck geboren. Er war ein Enkel des Historikers Alfons Huber. Wegen seiner anfänglich schwachen Konstitution (er kam mitten im Ersten Weltkrieg vorzeitig zur Welt) wurde E. Huber die ersten vier Schuljahre von seinen Eltern zu Hause unterrichtet. Ab 1926 besuchte er das Internat im Jesuitenkollegium Kalksburg und wechselte 1931 schließlich in das Albertus Magnus Realgymnasium in Wien XVIII, Semperstraße, wo er 1936 maturierte. In dieser Zeit wurde er auch Mitglied der katholischen Jugendbewegung Bund Neuland, für dessen Schrift Neue Jugend er Illustrationen anfertigte, und lernte dort seine spätere Frau Elisabeth (geb. von Stockert) kennen. Zwischen 1948 und 1958 bekam das Paar fünf Söhne.
1936–1939 studierte er an der Akademie der bildenden Künste Wien bei Karl Sterrer Malerei und bei Herbert Dimmel Wandmalerei. Aufgrund seiner Einberufung mit Kriegsbeginn zur deutschen Wehrmacht (Luftnachrichtentruppe und Fallschirmjäger) musste er sein Studium unterbrechen. 1941 heiratete er. In den letzten Kriegstagen (12. April 1945) wurde er in Breslau schwer verwundet, war zunächst querschnittgelähmt und lernte nur langsam wieder gehen. Er verbrachte 1 ½ Jahre in sowjetischer Gefangenschaft, zunächst im Lazarett in Breslau, dann ab April 1946 in einem Lager in Jewlach, Aserbaidschan. Im September 1946 kehrte er als Invalide heim nach Österreich.
Umgehend setzte er sein Kunststudium an der Akademie fort und wurde nach dessen Abschluss 1948 Assistent bei Albert Paris Gütersloh, dem er beim Aufbau einer Freskoschule zur Hand ging. 1955 wurde er Hochschul-Oberassistent und übernahm bis 1962 interimistisch die Leitung der vakanten Meisterschule. 1964 wurde die Freskoschule als „Lehrwerkstätte für Kunst am Bau“ an die Hochschule für Angewandte Kunst verlegt und der Meisterklasse für Malerei, Grafik und Glasmalerei von Carl Unger angeschlossen. 1966 erhielt Huber eine Professur an der Hochschule für Angewandte Kunst.
1977 wurde E. Huber pensioniert, hielt jedoch noch bis 1981 an der Hochschule für Angewandte Kunst Vorlesungen über „Techniken der Wandmalerei“. Schon in den späten Fünfzigerjahren des vorigen Jahrhunderts wandte er sich auch dem Medium Fernsehen zu. Zunächst mit Beiträgen zu den Kindersendungen „Wir blättern im Bilderbuch“ und dann mit einer eigenen Sendereihe „Visuelle Bildung“. Ab 1982 engagierte er sich für zehn Jahre in der Erwachsenenbildung.
Ab 1993 war er durch seine angegriffene Gesundheit nicht mehr in der Lage, seine Lehrtätigkeit fortzusetzen. Er starb 1996 und ist am Dornbacher Friedhof in Wien begraben.

## Bedeutung und Auszeichnung
Der große Durchbruch als Künstler blieb Erich Huber zeit seines Lebens verwehrt. Seine Ausrichtung über weite Strecken an religiösen Themen lief dem säkularen Mainstream in den Künstlerkreisen der Nachkriegszeit entgegen. Auch der Modernisierungs-Impuls der Kirche durch das zweite vatikanische Konzil konnte daran nichts ändern. Immer auf der Suche nach neuen künstlerischen Ausdrucksformen entwickelte er keinen prononcierten Personalstil, der sich auch hätte vermarkten lassen.
Ab 1949 Mitglied der Wiener Secession, war er ein profunder Kenner aller Techniken, insbesondere der Freskomalerei, widmete sich Versuchen und Entwicklungen, vor allem mit neuen Materialien und Bildträgern (Collage auf Montageputzplatten, montagefähige Werkstücke aus Polyesterlaminaten, kolorierte Strukturen auf mit Haftemulsionsmörtel beschichteten Eternitplatten etc.) und entwickelte eine Reihe neuer Verfahren wie zum Beispiel ein trotz des hohen Gewichtes transportables Fresco buono.
1951 wurde mit dem Ankauf eines Werkes Hubers (Die Phäaken, 1951) durch die Stadt Wien der Grundstein zur Errichtung der Sammlung zeitgenössischer Kunst der Kulturabteilung der Stadt Wien gelegt.
Seine eigentliche Bedeutung erlangte Huber in seiner Lehrtätigkeit und in seinen politischen Funktionen in der Standesvertretung. Er war Präsident des Berufsverbandes der bildenden Künstler Österreichs sowie Initiator und, gemeinsam mit Adolf Frohner, Gründungsmitglied der österreichischen Verwertungsgesellschaft bildender Künstler (VBK, 1977).
1977 erhielt er dafür das Ehrenkreuz für Wissenschaft und Kunst.

## Werke (auszugsweise)

### Bildende Kunst
- Schutzmantelmadonna (Bronzeplastik), Entwurf 1960, Ausführung posthum 2000: Lernet-Holenia Park, Wien-Dornbach
- Jesajas – Prophezeiung (Smaltenmosaik), 1962: Schafbergkirche, Wien (Concha)
- Altarkreuz (Messing, Glasstein), 1962: Schafbergkirche, Wien
- Glasfenster, 1963: Pfarrkirche Feldkirch-Altenstadt, Vorarlberg
- Fahnenkreuzweg (Leinwand, Filz – 16 Fahnen), 1966: Privatbesitz
- Das Gespräch mit der Erde (Acryl auf Leinwand, 330 × 95), 1967: Privatbesitz
- Der Mensch in der Kelter Kriegsopfer-Denkmal (Sandstein, Holz), 1968: Rupertusplatz, Wien-Dornbach
- St. Severin Hauszeichen (Schmiedeeisen), 1969: Rupertusplatz, Wien-Dornbach
- Mobiler Andachtsraum (Paravents – Rauminstallation) 1972: Olympiagelände, München
- Die Schöpfung (Triptychon – Acryl auf Leinwand), 1976: Privatbesitz
- Golgatha (Glasfenster), 1978: Pfarrkirche Dornbach, Rupertusplatz, Wien

### Fachpublikationen
- Körper und Raum, Visuelle Bildung I, Österreichischer Bundesverlag, Wien 1973
- Bild und Komposition, Visuelle Bildung II, Österreichischer Bundesverlag, Wien 1976
- Geist und Entfaltung, Visuelle Bildung III, Österreichischer Bundesverlag, Wien 1980
- Die Entfaltung der Denkdimensionen, Neuwaldegger Protokolle, Heft 22, Wien 1995

### Fernsehproduktionen
- Wir blättern im Bilderbuch (Kindersendungen: Der kleine Muck, Pablo und seine Grille u. a.), ORF, Wien 1960–1974.
- Visuelle Bildung (6 Folgen), ORF, Wien 1982.